# Alyssum fragillimum
Alyssum fragillimum là một loài thực vật có hoa trong họ Cải. Loài này được (Bald.) Rech.f. mô tả khoa học đầu tiên năm 1943.